# Psychoglypha bella
Psychoglypha bella là một loài Trichoptera trong họ Limnephilidae. Chúng phân bố ở miền Tân bắc.